# 朱利奧·比塞尼
朱利奥·比塞尼（義大利語：Giulio Bisegni；1992年4月4日—）是一位意大利橄欖球運動員。他是意大利國家橄欖球隊的一員，代表意大利參加了2015年橄欖球六國賽。